# Zugspitz-Gletscherbahn
Zugspitz-Gletscherbahn er en svævebane fra 1992 ved Tysklands højeste bjerg Zugspitze, der ligger i Bayern. Banen er 1.000 meter lang og forbinder plateauet Zugspitzplatt direkte med den 360 m højere bjergtop.
Ved Zugspitzplatt ligger Tysklands højest beliggende jernbanestation, idet endestationen på tandhjulsbanen Bayerische Zugspitzbahn ligger her. I starten lå Zugspitzbahns endestation ved det, der hedder Schneefernerhaus og som oprindeligt var hotel og som i dag rummer en målestation.
Banen drives af samme selskab, som driver tandhjulsbanen nede fra Garmisch-Partenkirchen, nemlig Bayerische Zugspitzbahn Bergbahn AG. Svævebanen er med to lukkede kabiner (gondoler), indbyrdes forbundet med trækkablet efter samme princip som i en elevator, så vægten af den øverste kabine er med til at trække den anden op, dog godt hjulpet af et par el-motorer. Banen går mellem de to stationer (kaldet dalstation og topstation) uden nogen understøttende pyloner undervejs.
Stålwiren (kablet), der trækker de to vogne, er 50 mm tykt, mens kablet, som bærer vognene, er 34 mm tykt. De to elektromotorer er på hver 210 kW og er placeret i dalstationen. Kabinerne kan rumme op til 90+1 personer pr. tur, hvilket giver en kapacitet på ca. 1.000 personer i timen i hver retning.
Zugspitz-Gletscherbahn er bygget af et firma fra Sydtyrol, Hölzl Seilbahnbau, der i 2001 fusionerede med Doppelmayr Italia. 

## Links
- Banens hjemmeside Arkiveret 21. februar 2012 hos  Wayback Machine
- Svævebanen på Lift-World

47°24′48.15″N 10°58′47.64″Ø / 47.4133750°N 10.9799000°Ø